# Eupithecia mauretanica
Eupithecia mauretanica är en fjärilsart som beskrevs av Karl Dietze 1913. Eupithecia mauretanica ingår i släktet Eupithecia och familjen mätare. Inga underarter finns listade i Catalogue of Life.